# Foire de Liège
La foire de Liège, ou foire d'octobre, créée en 1594, est la plus ancienne kermesse belge toujours en activité. À l'origine organisée en novembre, elle se tient en octobre depuis 1871. Elle est aussi la plus grande fête foraine du pays quant au nombre de forains présents avec plus de 170 attractions et établissements de restauration. La longueur totale des exploitations, mises bout à bout, avoisine les deux kilomètres.
Il en va aussi de même quant à la fréquentation, avec un nombre annuel de visiteurs supérieur à 1 500 000 au XXIe siècle.
Depuis 2021, la foire est reprise parmi les chefs-d’œuvre du Patrimoine oral et immatériel de la Fédération Wallonie-Bruxelles sous l'intitulé : La culture vivante de la fête foraine.

## Historique
Bien que les premiers textes mentionnant la présence d'une foire à Liège, indiquant le détail de l'organisation et les divertissements proposés, ne datent que du XIVe siècle, cette présence remonte très probablement aux origines de la cité, c'est-à-dire au VIIIe siècle.
En 1350, sous l'épiscopat du prince-évêque Engelbert de La Marck, le Chapitre de Saint-Lambert et les échevins de la cité décident de réunir les deux foires existantes en une seule franche foire implantée en Outremeuse au lieu-dit En Gravioule qui est alors extra muros. Celle-ci est dédiée à saint Lambert et dure une semaine à partir du 17 septembre.
En 1594, le prince évêque Ernest de Bavière instaure une nouvelle foire annuelle, qui dure deux semaines à partir du 28 octobre, en l'honneur de saint Simon et saint Jude. Elle prend place sur La Batte.
En 1663, le prince évêque Maximilien-Henri de Bavière transfère la foire hebdomadaire aux chevaux du port fluvial de la place aux chevaux vers celui de La Batte. Dès 1687 la foire de saint Simon et saint Jude a supplanté toutes les autres foires. Elle va se dérouler chaque année à la même époque et au même endroit durant près de deux siècles.
En 1854, à la suite des travaux d'aménagement des quais de la Meuse dont, notamment, la reconstruction du pont des Arches, la foire est obligée de déménager de La Batte vers le tout récent boulevard d'Avroy créé en 1835. Ce qui devait être un déménagement provisoire se révèle être un déménagement définitif.
En 1871, à la suite de deux années lors desquelles la foire a été écourtée à cause d'une météo extrêmement mauvaise, le conseil communal décide d'avancer la foire d'un mois. La foire de novembre devient la foire d'octobre.
À partir de 1883, les autorités communales liégeoises décident d'instaurer une visite médicale obligatoire pour les forains ainsi qu'un contrôle sanitaire bihebdomadaire des roulottes par un médecin agréé par eux et l'enlèvement des immondices trois fois par jour.
Consécutivement à une épidémie de choléra sévissant partout en Europe en 1892, et malgré les précautions sanitaires auxquelles se sont ajoutées la fourniture aux forains de désinfectant et l'installation de latrines munies d'une chasse d'eau et raccordées aux égouts, le conseil communal décide, par précaution, d'annuler la foire ; non pas à cause de l'hygiène des forains mais par peur du manque d'hygiène des nombreux visiteurs attendus.
Durant les années 1890, le dompteur François Bidel est présent sur le champ de foire. En 1900, le Wild West Shows de Buffalo Bill donne des représentations à Liège pendant la période de la foire. En 1901, c'est au tour de Barnum & Bailey d'investir la ville.
En 2020, à la suite de la pandémie de Covid-19, la foire est annulée pour la deuxième fois de son histoire.
Depuis 2021, la foire est reprise parmi les chefs-d’œuvre du Patrimoine oral et immatériel de la Fédération Wallonie-Bruxelles sous l'intitulé : La culture vivante de la fête foraine.

## Description
C'est la plus grande fête foraine du pays quant au nombre de forains présents avec ses 175 attractions et établissements de restauration ainsi que pour la fréquentation avec un nombre de visiteurs supérieur à 1 500 000, dont une quantité non négligeable provient d'un rayon supérieur à 50 kilomètres.
Long d'un kilomètre avec des loges alignées de part et d'autre du parcours, le champ de foire offre toutes les attractions d'une grande kermesse classique : grande roue, manèges, carrousels, stands de tir, attractions fortes en sensations, pêche au canard et autres attractions pour enfants.
La singularité vient des nombreux stands forains (baracks « petites boutiques », « échoppes » en wallon liégeois) qui permettent, non seulement, la dégustation de frites, hot-dogs, hamburgers, fruits de mer et autres marrons chauds mais aussi des plus typiques peket, croustillons, gaufres de Liège ou des emblématiques lacquemants.

### Attractions en 2012
- L'Air Maxx : attraction de type Araignée exploitée par la famille Dotremont et fabriqué par Preston & Barbieri[10]. Depuis 2012, il remplace le Shake Off.
- Autoscooters : fabriqués par la firme Adesko, 2 sont présents. Le premier exploité par la famille Depaemelaere et le second par la famille Tinant.
- Le Cake-Walk: palais du rire exploité par la famille Roels et de fabrication artisanale.
- Le  Cinéma 4D  : exploité par la famille Van Bellingen.
- Le Déca Dance : attraction de type Break dance exploitée par la famille Bufkens et fabriquée par la firme Huss Rides[11].
- L'Eclipse Virus : attraction de type Capriolo exploitée par la famille Van der Honing et fabriquée par la firme Mondial Rides. Présente depuis 2004 mais absente en 2010.
- Le Giant Booster Maxxx : booster. Présent depuis 2010[12].
- Le Catapult Extrême Rides : attraction de type Catapulte. Cette attraction est absente en 2008 et 2009.
- Le Polyp : pieuvre (Monster III) exploitée par la famille Lauwers de 1993 à 2016 puis par la famille Dotremont depuis 2017 et fabriquée par la firme Schwarzkopf.
- Le Rotor : Rotor exploité par la famille Van Vugt - Onderwater depuis 1969.
- La Roue royale : grande roue exploitée par la famille Van Der Honning et fabriquée par la firme Seir. Présente uniquement les années impaires jusqu'en 2011, elle est présente chaque année depuis 2012.
- Le See Sturm Bahm  : attraction de type Happy sailor  exploitée par la famille Lainez et fabriquée par la firme Mack Rides.
- Le Wild Mouse : wild mouse exploité par la famille Bufkens et fabriqué par la firme Reverchon Industries. Présent uniquement les années paires jusqu'en 2010, il est présent chaque année depuis 2012.
- L'XXL : pendule exploité par la famille Dotremont et fabriquée par la firme KMG. Présente depuis 2010[12].

### Anciennes attractions
- Le Megamix était une attraction présente jusqu'en 2003, mais à la suite d'un accident survenu cette même année[13], elle fut supprimée dès l'année suivante et remplacée par l'Eclipse Virus.
- Le Shake Off qui était une attraction de type Take Off exploitée par la famille Dotremont de fabrication Mel Park. Dernière présence en 2011.
- L'X-Treme qui était une attraction de type pendule exploitée par la famille Dotremont. Présent jusqu'en 2009, il est remplacé depuis 2010 par l'XXL, une attraction plus haute du même type exploitée par la même famille de forains.

## Localisation
Depuis son déménagement, en 1859, de La Batte, la foire aux variétés a toujours occupé une situation centrée sur la partie nord du boulevard d'Avroy avec des ramifications, parfois, sur la partie sud de ce boulevard (autrefois appelé quai du Commerce), parfois, sur le boulevard de la Sauvenière.
Depuis les années 1960, elle occupe toute la longueur, soit un kilomètre, de ce boulevard d'Avroy qui est une des artères principales de Liège. Entre le carrefour Pont d'Avroy et l'avenue Charles Rogier, c'est tout le terre-plein central du boulevard qui est occupé. Entre l'avenue Charles Rogier et l'avenue Blonden, c'est l'allée principale du parc d'Avroy qui est appropriée.

## Horaire et accès
- Les attractions sont ouvertes dès 14 h les mercredis, samedis, dimanches et jours fériés et les autres jours dès 15 h 30. Fermeture à 0 h 30 et à 1 h 30 les vendredis, samedis et veilles de jours fériés.
- La gare de Liège-Guillemins est distante de 700 mètres et celle de Liège-Carré de 500 mètres.
- En transport en commun, l'accès direct est assuré par de multiples lignes des TEC Liège-Verviers en fonction du point cardinal ou inter-cardinal d'origine de l'usager. Seuls ceux en provenance du nord ou du nord-ouest doivent prendre une correspondance au terminal Saint-Lambert.

- Les parcs de stationnement[15] les plus proches sont :
  - parking Saint-Paul : place Saint-Paul, 400 places couvertes,
  - parking Cathédrale : place de la Cathédrale, 485 places couvertes,
  - parking Guillemins : rue du Plan Incliné, 710 places couvertes.

## Polémique
Le projet du retour du tram à Liège suscite la polémique quant au tracé de la ligne no 1 entre le boulevard de la Sauvenière et la gare de Liège-Guillemins. Si le schéma proposé par la Région wallonne faisant passer le tram dans l'axe de symétrie du boulevard d'Avroy est maintenu tel quel, cinquante forains verront leur activité liégeoise supprimée.

## Galerie média

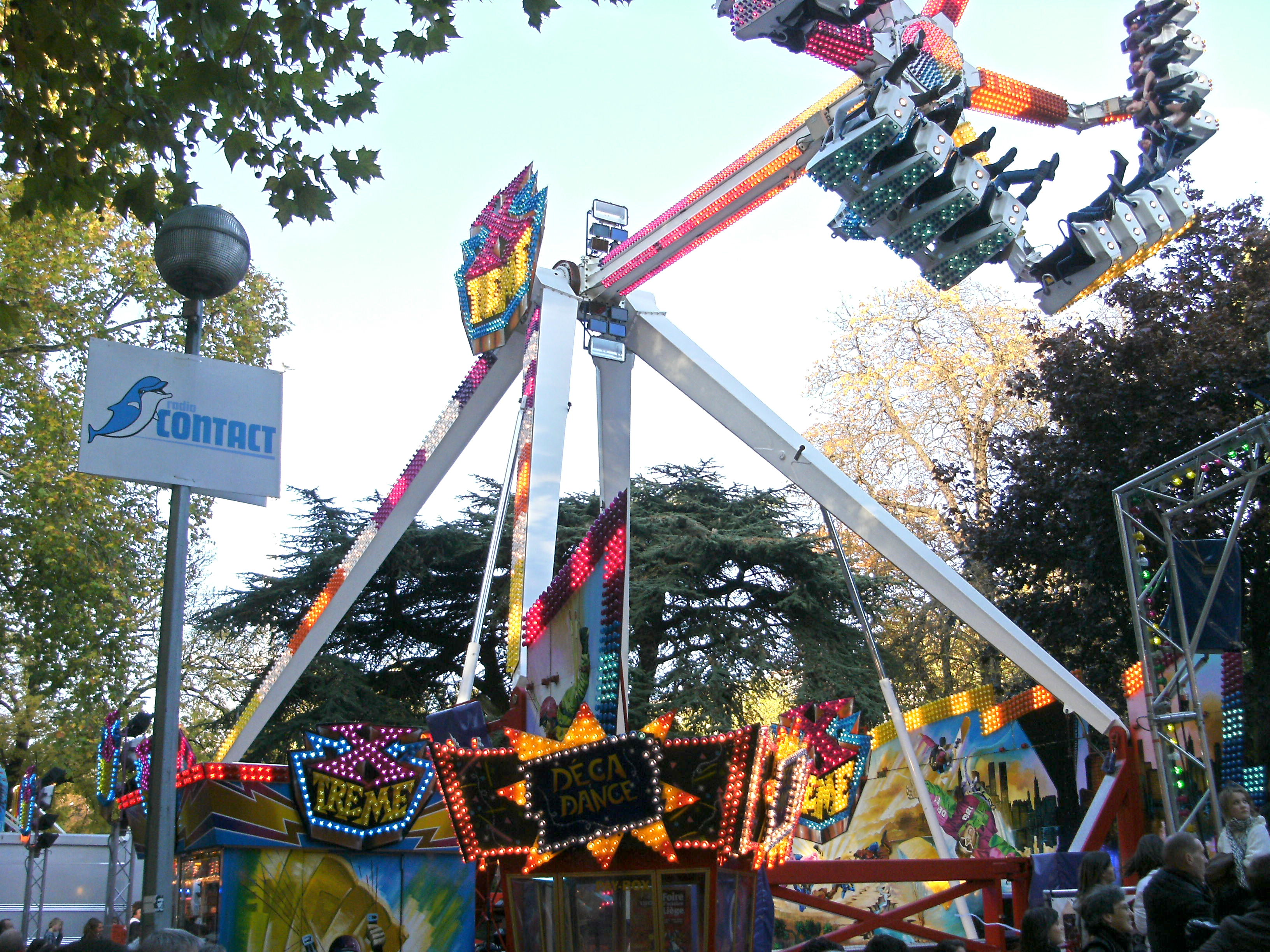
Le ' X- Treme (2009).
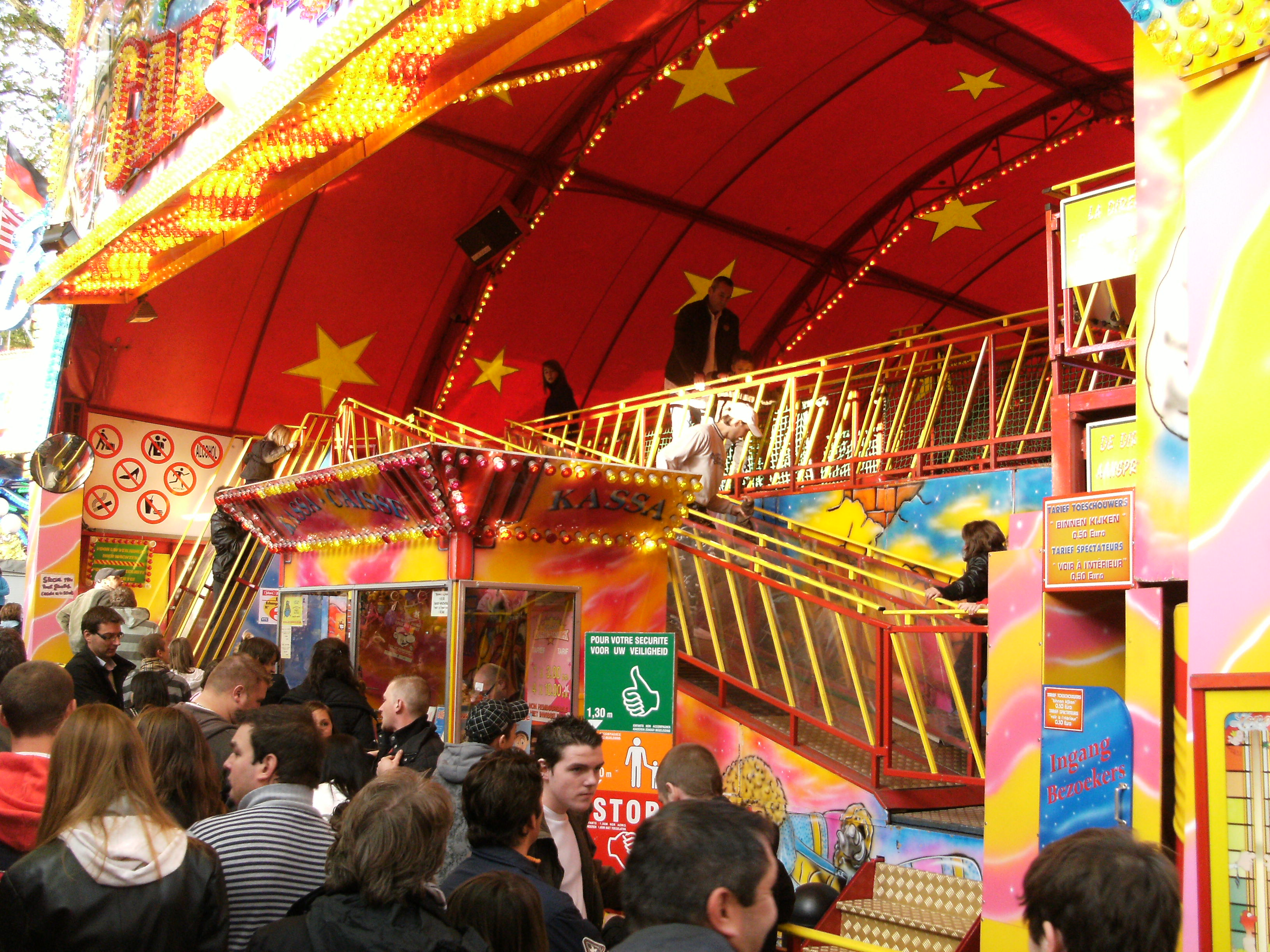
Le Cake-Walk (2009).
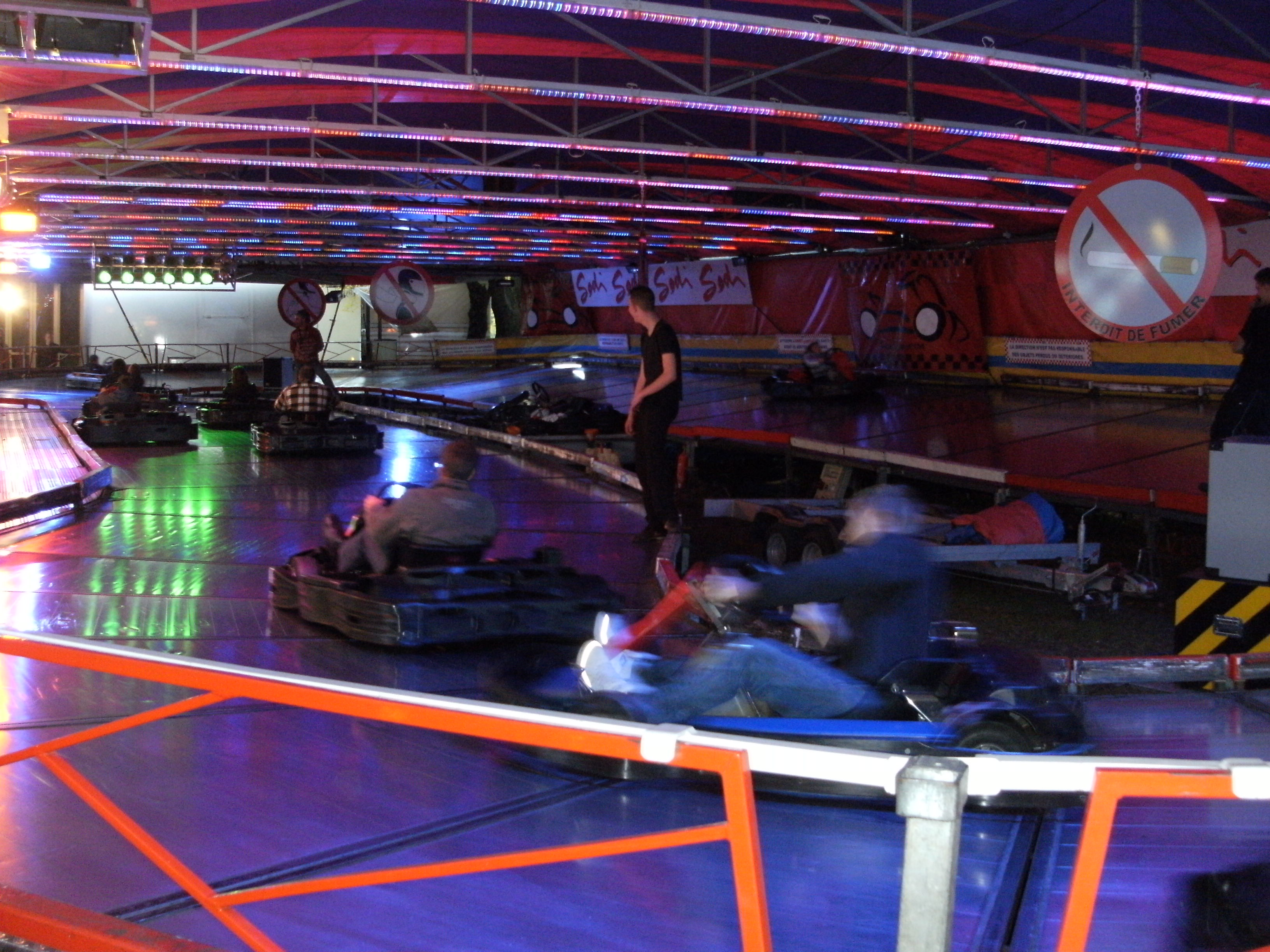
Course de karts électriques (2009).
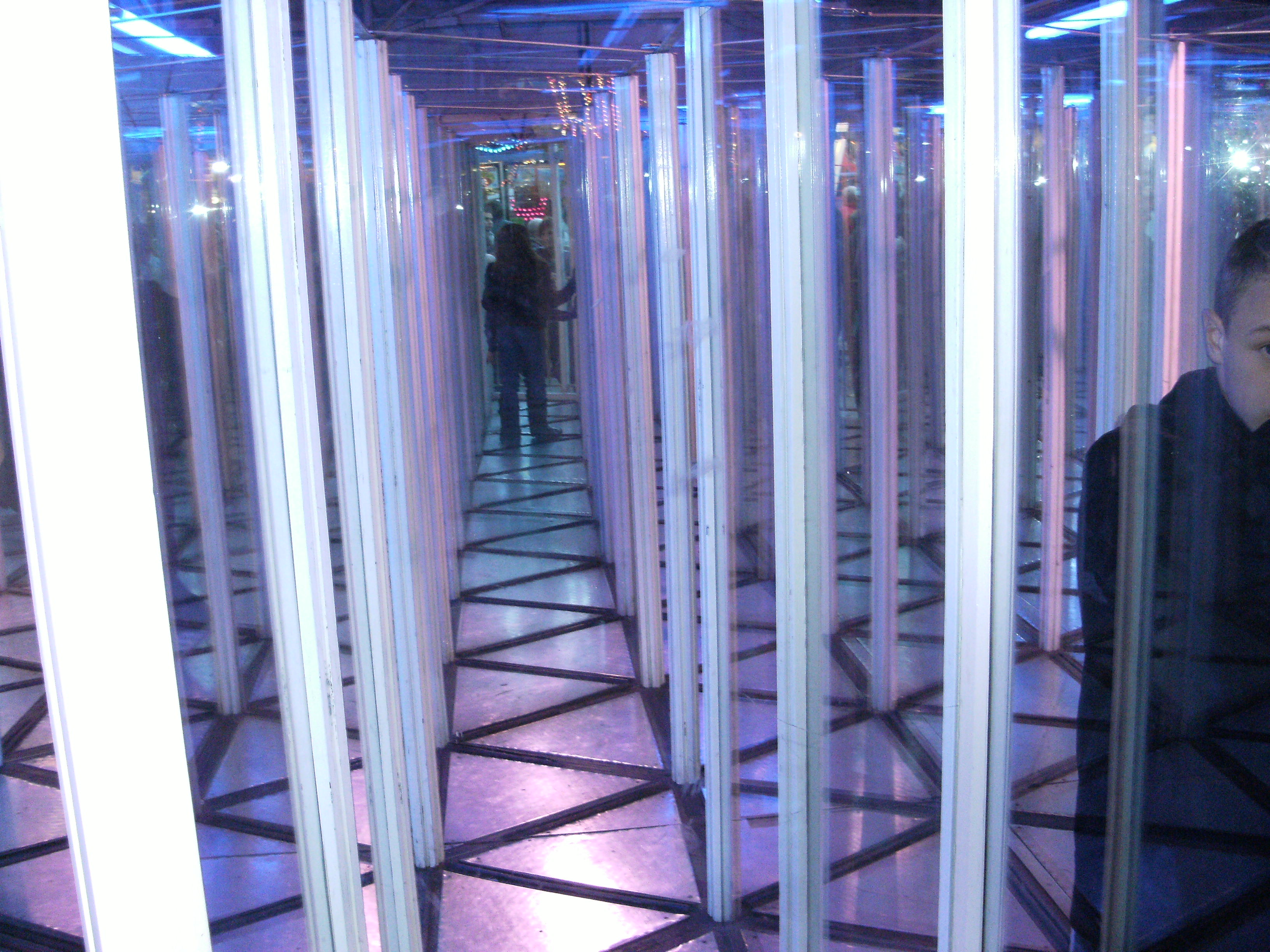
Le Cristal Palace (2009).
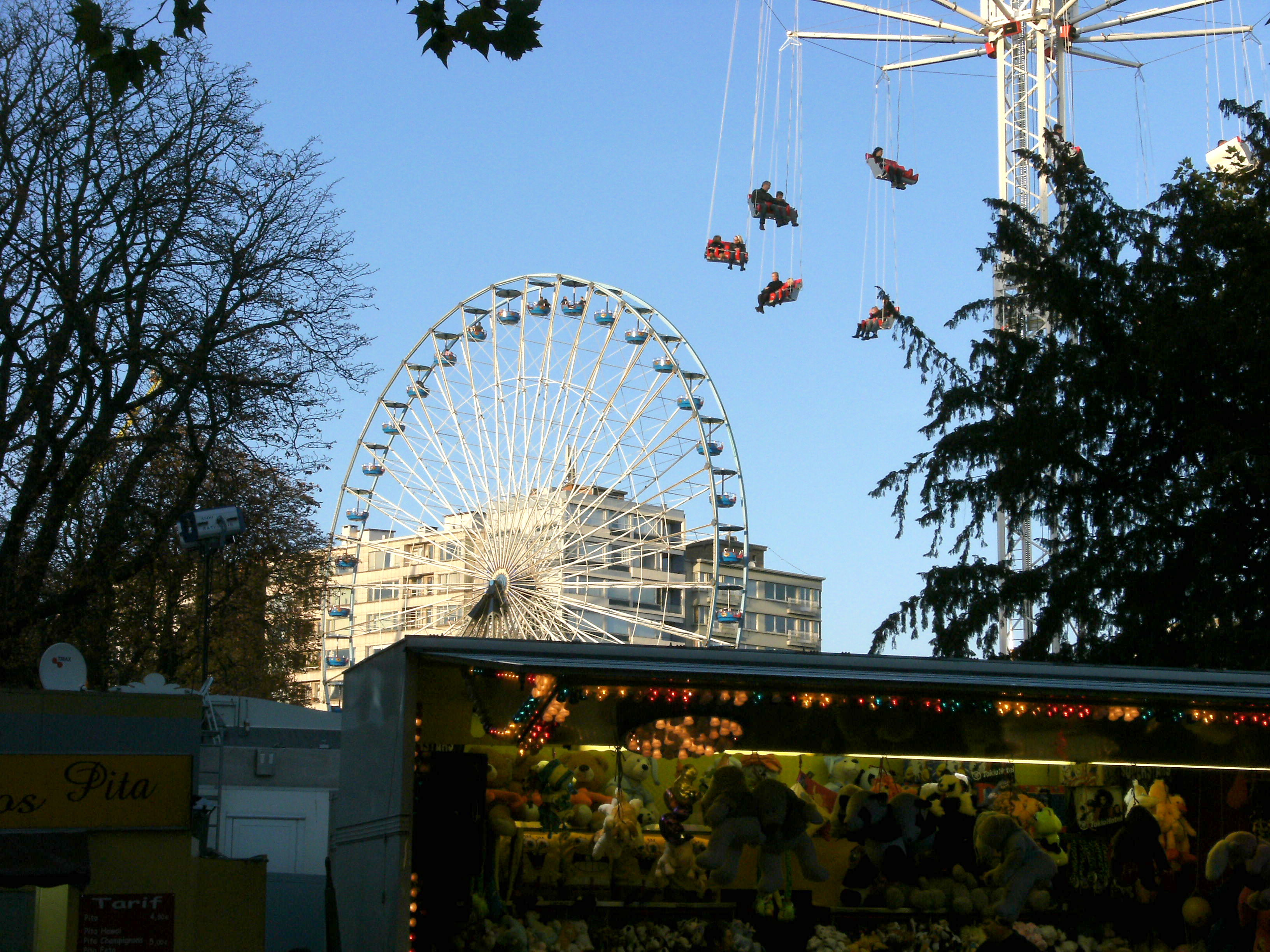
La Roue royale (2009).
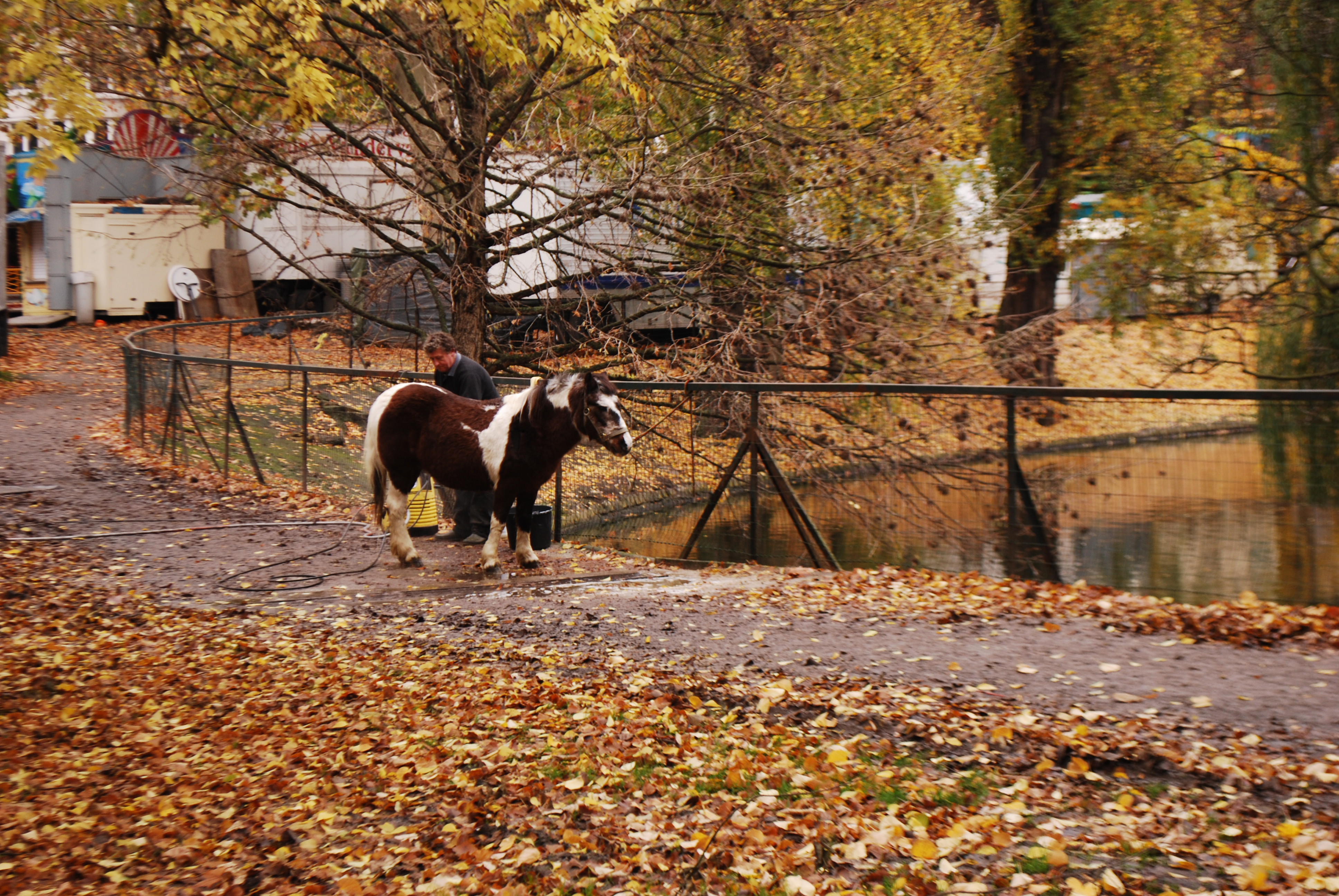
Toilette matinale (2010).